# Bolsenbach
Der Bolsenbach ist ein knapp vier Kilometer langer orografisch rechter Nebenfluss der Ennepe im Sauerland.

## Geographie

### Verlauf
Der Bolsenbach entspringt im Märkischen Kreis südlich der Kleinstadt Halver auf einer Höhe von etwa 413 m ü. NHN nordwestlich der Hofschaft Neuenherweg.
Von hier aus fließt der Bach südwestlich bis zur Erhebung Oesterberg. Südlich des Osterbergs wird der Bolsenbach gestaut und fließt dann nordnordwestlich bis kurz vor die Kreisstraße 37, die er danach westlich quert. Von hier aus geht es fast ausschließlich in westlicher Richtung nördlich der Hofschaften Nieder- und Oberbolsenbach, sowie Hefendehl und Hesseln entlang. Südlich der Hofschaft Altemühle nimmt er den Bach Hasenbecke auf und mündet nach etwa 682 Metern auf einer Höhe von etwa 344 m ü. NHN rechtsseitig in die Ennepe.
Auf seinem 3,856 km langen Weg überwindet der Bolsenbach einen Höhenunterschied von knapp 70 Meter, was einem Sohlgefälle von 18,0 ‰ entspricht.

### Einzugsgebiet
Das 4,518 km² große Einzugsgebiet des Bolsenbachs liegt im Märkischen Oberland und wird durch ihn über die Ennepe, die Volme, die Ruhr und den Rhein zur Nordsee entwässert.
Es grenzt
- im Nordosten an das Einzugsgebiet der Hälver, die über die Volme in die Ruhr einwässert;
- im Osten an das der Schlemme, die in die Volme mündet;
- im Süden an das der Ennepe;
- im Nordwesten an das des Schmalenbachs, der in den Löhbach mündet und
- im Norden an das des Löhbachs direkt, der ein Zufluss der Ennepe ist.

Das Einzugsgebiet wird von Ton- und Schluffgesteinen aus dem Mitteldevon geprägt, über die sich Braunerde abgelagert hat. Es ist am Oberlauf zum Teil bewaldet, im Nordosten liegt das Siedlungsgebiet von Halver und ansonsten überwiegen landschaftliche Nutzflächen mit zahlreichen Hofschaften.

### Zuflüsse
- Hasenbecke (rechts), 1,1 km, 0,97 km², 25,55 l/s